# Рейна Торрес де Араус
Рейна Торрес де Араус (30 жовтня 1932 — 26 лютого 1982) — видатна панамська освітянка, антропологиня, етнографка та захисниця панамської історичної спадщини. Творчиня та керівниця Національної дирекції історичної спадщини в Національному інституті культури. Авторка понад семидесяти статей з історії, екології та антропології в різних публікаціях та дев'яти книг, серед яких виділяється твір «Панамське доколумбове мистецтво» (1972).

## Життєпис

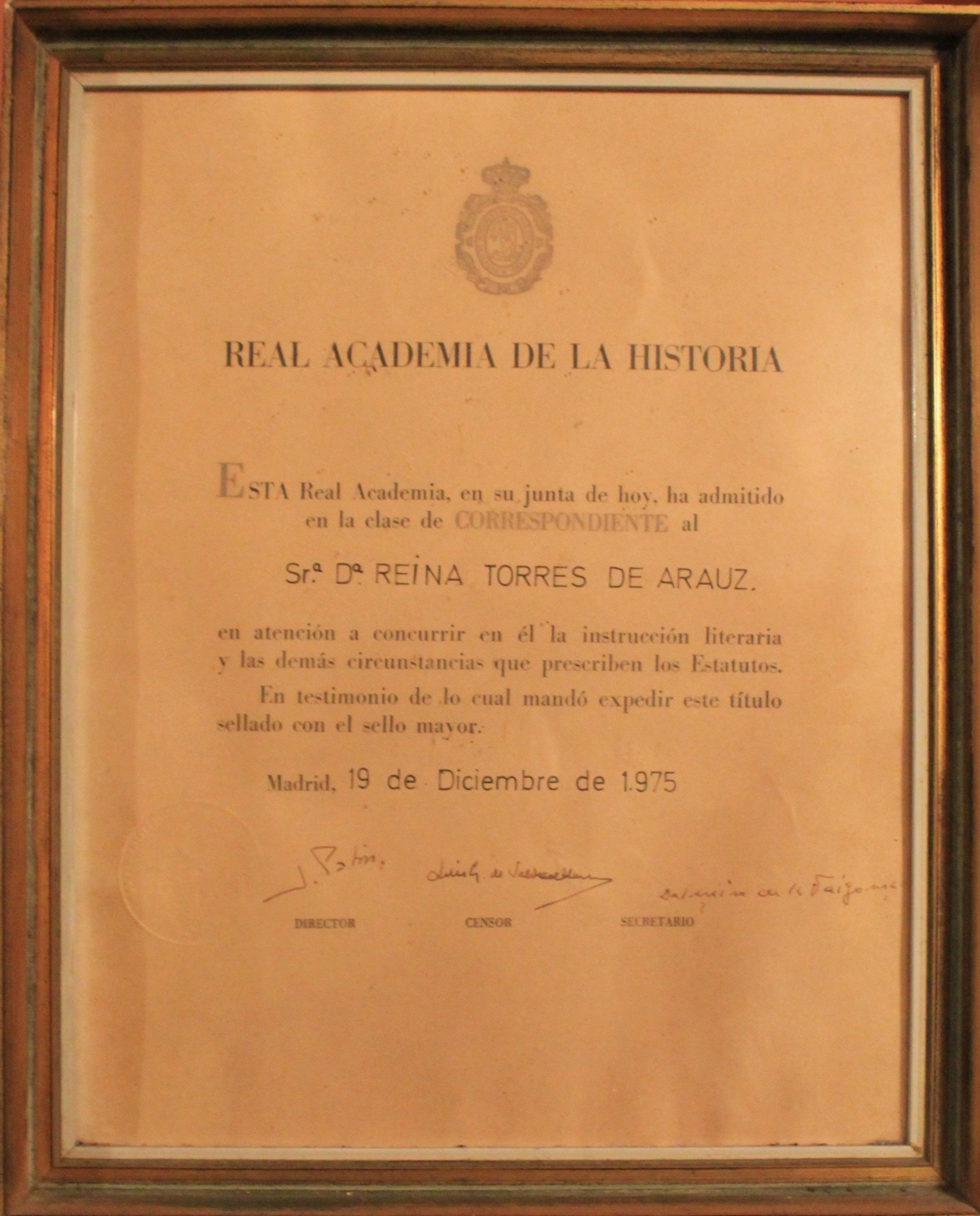
Свідоцтво про включення Рейни Торрес де Араус у Панамську академію історії

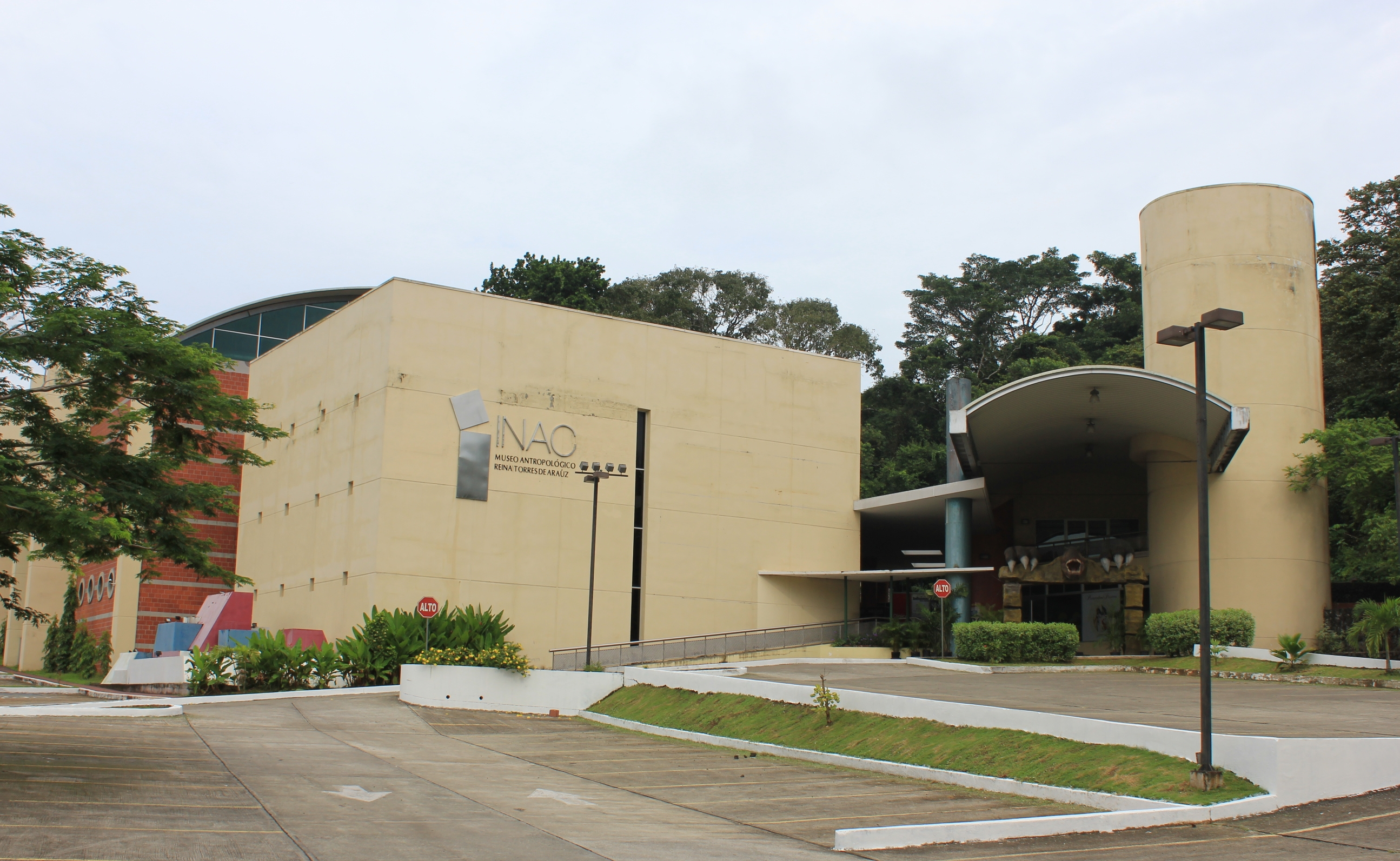
Антропологічний музей Рейна Торрес де Араус у м. Панама

Рейна Торрес де Араус народилася 30 жовтня 1932 року в місті Панама. Навчалася в школі в провінції Вераґуас, пізніше — в ліцеї для молодих жінок.
З професором Амадо познайомилася у 1958 році під час проведення досліджень про корінні народи в провінції Даріен. Одружилася з ним 30 грудня 1959 року та народила трьох дітей. Незабаром після шлюбу вирушила в першу подорож автомобілем з міста Панами до Боготи під назвою «Трансдар'єнська експедиція», в якій провела з чоловіком чотири місяці і двадцять днів, здійснивши перший моторний переїзд з Північної в Південну Америку.
На початку 1980-х років від раку помер 23-річний старший син Оскар. Незабаром де Торрес діагностовано рак молочної залози, з яким вона боролася протягом двох з половиною років. Померла вранці 26 лютого 1982 у віці 49 років.
Під час останньої фази хвороби Рейна Торрес де Араус все ще працювала. Останніми її роботами був підбір частин Музею Читре та написання сторінок її нової книги «Новий Единбург Дар'єна», яку вона вже не змогла побачити завершеною.

## Наукова діяльність
Бакалаврський ступінь здобула в Національному інституті в місті Панама.Вивчала філософію та предмети зі спеціалізації антропологія в університеті Буенос-Айресу, де здобула докторський ступінь у 1963 році. Там же отримала звання антропологині, етнографки, професора історії та музейного техніка. Докторська дисертація де Араус, опублікована в 1962 році, вважається важливим посиланням на тему культури мешканців Панами та Колумбії.
Вчена володіла п'ятьма мовами, включаючи латину.
Рейна де Араус зосередилася на дослідженні корінних панамців у їхньому власному середовищі. Це дозволило створити письмові та фотографічні записи, в яких детально описувалися релігійні вірування, спортивні ігри, танці, пісні та музика цих народів. Збереження відомостей про корінні народи Панами стало її головним напрямком діяльності де Араус.
Будучи професоркою антропології Національного інституту та Панамського університету, в останньому заснувала Центр антропологічних досліджень та сприяла створенню Національної комісії археології та історичних пам'яток. На базі цієї комісії було створено Національну Дирекцію Історичної Спадщини, якою де Араус керувала десятиріччя.
Під час керування Національною Дирекцією Історичної Спадщини, Рейна де Араус посприяла прийняттю закону 14 від 5 травня 1982 року, який диктує заходи щодо охорони, збереження та управління Національною Історичною Спадщиною.

## Боротьба за панамську історичну спадщину
Рейна Торрес де Араус дорікала панамцям та американцям, які практикували незаконні розкопки та видобуток археологічних знахідок в місцях, де лежать останки корінних культур. Вона особисто та письмово просила декілька американських музеїв повернути панамські археологічні знахідки, які були на зберіганні у їх колекціях.
У 1979 році, через два роки після підписання договорів Торріхос-Картер, тодішній губернатор Зони Панамського каналу Гарольд Парфітт вилучив локомотив 299, частину першої трансконтинентальної залізниці (Панамська залізниця), щоб відправити його в музей промисловості в Нью-Джерсі. Цей локомотив раніше був включений до національної історичної спадщини, і переговори про його передачу в музеї Нью-Джерсі було проведено лише роком раніше, коли договори вже діяли. Ця ситуація обурила Рейну Торрес де Араус, яка раніше інформувала владу зони про свої наміри, що цей історичний експонат повинен залишитися в Панамі.

## Досягнення та звання
Рейну Торрес Де Араус було обрано віце-президентом Комітету всесвітньої спадщини ЮНЕСКО, вона працювала у координації багатонаціонального технічного комітету з питань культури.
За роботу викладачки та дослідниці у 1974 році Панамська академія історії офіційно визнала де Араус повноправним членом установи. Вона стала першою панамською жінкою, яка цього досягла.
Де Араус сприяла створенню кількох музеїв, таких як «Музей археологічного парку Ель Каньо» у провінції Кокле, «Музей національності Вілла де Лос Сантос», «Музей колоніального релігійного мистецтва», «Західноіндійський музей Панами», «Музей природознавства» та «Історичного музею Панами».
У 1976 році заснувала «Музей панамської людини», який згодом буде перенесено та названо «Антропологічний музей Рейни Торрес де Араус».